# Едвард (король Шотландії)
Едвард Балліол (шотл. гел. Èideard Balliol, англ. Edward Balliol; бл. 1283 — 1364) — претендент на шотландський престол під час другої війни за незалежність Шотландії. За підтримки англійців він правив частинами королівства з 1332 до 1356 року.

## Життєпис
Едвард Балліол був єдиним сином короля Шотландії Джона Балліоля та Ізабелли де Варенн. Після повалення батька 1296 року його сім'я переселилася у Францію.

### Вторгнення у Шотландію і коронація

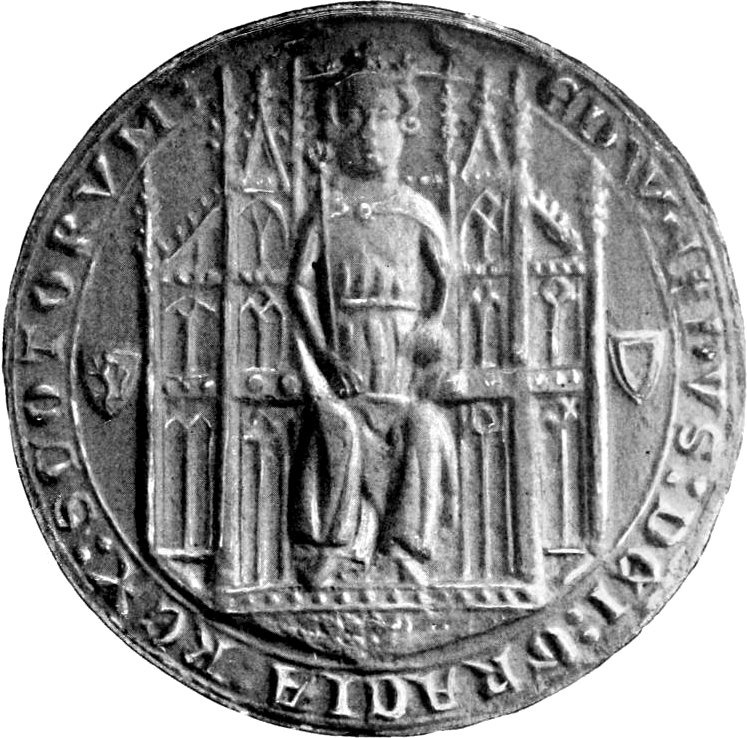

Через смерть короля Роберта I Брюса 1329 року, а потім і його соратників Джеймса Дугласа і Томаса Рендольфа, регента Шотландії у період неповноліття короля Давида II, державна влада в країні різко ослабла. Цим скористалися шотландські емігранти в Англії, вигнані з країни в період війни за незалежність, та їхні нащадки. На чолі цієї групи «позбавлених спадщини» став Едвард Балліол, претендент на корону Шотландії, і Генріх Бомон, спадкоємець володінь Коміно. Прагнучи заручитися підтримкою Англії, Едвард Балліол приніс омаж англійському королеві Едварду III.
1332 року Едвард Балліол з невеликим (не більше 1,5 тисяч вояків) загоном «позбавлених спадщини» висадився в Шотландії та розбив королівську армію в битві при Дапплін-Мурі. Частина шотландських баронів перейшла на бік Балліоля і 24 вересня 1332 року Едвард був коронований у Сконе королем Шотландії. Однак незабаром загони прихильників Давида II на чолі з Арчибальдом Дугласом витіснили Балліоля з країни. У відповідь Едвард звернувся за допомогою до англійського короля, пообіцявши за допомогу значні територіальні поступки. У березні 1333 року англійська армія вдерлася на територію Шотландії й обложила Берік. Ті, що прийшли на допомогу обложеному місту війська Арчибальда Дугласа, були вщент розбиті королем Едвардом III у битві при Галідон-Гіллі 19 липня 1333 року Давид II емігрував до Франції. Влада в Шотландії перейшла до Едварда Балліоля.

### Правління Едварда Балліола в Шотландії
Недовге правління Едварда Балліола у Шотландії ознаменувалося реституцією земельних володінь на користь «позбавлених спадщини»: Генріх Бомон отримав графства Морей та Бьюкен, Давид Стратбогі — графство Атолл. 1334 року значні території на півдні (Берік, острів Мен і весь Лотіан з Единбургом) були відступлені Англії. Шотландія знову визнала сюзеренітет англійської короля.
Однак уже до кінця 1334 року Едвард Балліол знову був змушений втекти до Англії через повстання прихильників Давида II. Новий похід англійської армії Едварда III 1335 року дав змогу Балліолю повернутися на престол. Але опір патріотичної партії зламано не було. Одночасно різко загострилися англо-французькі відносини, що не дало змоги Едварду III закріпити англійську владу над країною. Поразка Давида Стратбогі, командувача силами Балліола у північній Шотландії, в Колблінському лісі 1335 року позначило перелом у війні. Шотландські загони, уникаючи генеральних битв, вели партизанську боротьбу з англійцями, зводячи нанівець завоювання Едварда III. 1336 року Едвард Балліол був остаточно вигнаний із Шотландії.

### Еміграція та зречення
У 1340-х роках Балліол на службі в Едварда III відповідав за організацію оборони Північної Англії. Скориставшись полоном короля Давид II у битві при Невіллс-Кроссі 1346 року, Едвард Балліол зробив останню спробу повернути собі шотландський престол і організував експедицію до Шотландії. Однак ніякої підтримки у шотландських баронів він не знайшов і змушений був повернутися до Англії. Залишившись без прихильників і засобів існування, Едвард Балліол 20 січня 1356 року відрікся від своїх прав на корону Шотландії на користь короля Англії Едварда III в обмін на довічну грошову пенсію.
Вважають, що Едвард Балліол одружився близько 1331 року з Маргаритою Таранто, дочкою Філіпа I, принца Таранто. Якщо цей шлюб дійсно відбувся, то він був бездітним і був анульований на той час, коли Балліол подав заявку на шотландську корону 1332 року[джерело?]. Едвард Балліол не мав дітей. Помер у січні 1364 у Вітлі — передмісті Донкастера в Південному Йоркширі, Англія.